# Роланд Герке
Роланд Герке (нім. Roland Gehrke; нар. 17 січня 1954, Вольдег, нині Мекленбург-Передня Померанія) — східнонімецький борець вільного стилю, чемпіон, дворазовий срібний та бронзовий призер чемпіонатів світу, триразовий срібний та бронзовий призер чемпіонатів Європи, учасник двох Олімпійських ігор.

## Життєпис
Роланд Ґерке двічі фінішував четвертим на Олімпійських іграх, у Монреалі в 1976 році та в Москві в 1980 році. Вдаліше він виступив на Чемпіонаті світу, вигравши золоту медаль у 1981 році, срібні медалі в 1975 і 1979 роках та бронзову нагороду в 1978 році. Він також виграв срібні медалі на чемпіонатах Європи 1976, 1979 і 1983 років, і додав бронзову нагороду в 1981 році.
У Східній Німеччині Герке поспіль вигравав чемпіонські титули у 1974—1984 роках.
Після завершення спортивної кар'єри він працював у відділі кримінального розшуку в колишній НДР, а потім у об'єднаній Німеччині, але був звільнений у 1996 році, коли стало відомо, що він також працював у Міністерстві державної безпеки НДР (Штазі). Він почав тренерську кар'єру і працював у своєму рідному клубі «Luckenwalder SC», Люкенвальде, а потім тренував в Австрії до 2008 року, після чого повернувся до Берліна.

## Спортивні результати на міжнародних змаганнях

### Виступи на Олімпіадах
| Змагання                    | Збірна | Вагова категорія              | Місце |
| --------------------------- | ------ | ----------------------------- | ----- |
| Літні Олімпійські ігри 1976 | НДР    | вільна боротьба, понад 100 кг | 4     |
| Літні Олімпійські ігри 1980 | НДР    | вільна боротьба, понад 110 кг | 4     |

### Виступи на Чемпіонатах світу
| Змагання                        | Збірна | Вагова категорія              | Місце  |
| ------------------------------- | ------ | ----------------------------- | ------ |
| Чемпіонат світу з боротьби 1975 | НДР    | вільна боротьба, понад 100 кг | Срібло |
| Чемпіонат світу з боротьби 1977 | НДР    | вільна боротьба, понад 100 кг | 5      |
| Чемпіонат світу з боротьби 1978 | НДР    | вільна боротьба, понад 100 кг | Бронза |
| Чемпіонат світу з боротьби 1979 | НДР    | вільна боротьба, понад 100 кг | Срібло |
| Чемпіонат світу з боротьби 1981 | НДР    | вільна боротьба, до 100 кг    | Золото |
| Чемпіонат світу з боротьби 1982 | НДР    | вільна боротьба, до 100 кг    | 4      |
| Чемпіонат світу з боротьби 1983 | НДР    | вільна боротьба, до 100 кг    | 11     |

### Виступи на Чемпіонатах Європи
| Змагання                         | Збірна | Вагова категорія              | Місце  |
| -------------------------------- | ------ | ----------------------------- | ------ |
| Чемпіонат Європи з боротьби 1976 | НДР    | вільна боротьба, понад 100 кг | Срібло |
| Чемпіонат Європи з боротьби 1979 | НДР    | вільна боротьба, понад 100 кг | Срібло |
| Чемпіонат Європи з боротьби 1980 | НДР    | вільна боротьба, понад 100 кг | 6      |
| Чемпіонат Європи з боротьби 1981 | НДР    | вільна боротьба, до 100 кг    | Бронза |
| Чемпіонат Європи з боротьби 1983 | НДР    | вільна боротьба, до 100 кг    | Срібло |

### Виступи на інших змаганнях
| Змагання                           | Збірна | Вагова категорія           | Місце  |
| ---------------------------------- | ------ | -------------------------- | ------ |
| Гран-прі Німеччини з боротьби 1976 | НДР    | вільна боротьба, до 130 кг | Золото |
| Гран-прі Німеччини з боротьби 1977 | НДР    | вільна боротьба, до 130 кг | Золото |

### Виступи на змаганнях молодших вікових груп
| Змагання                                      | Збірна | Вагова категорія           | Місце  |
| --------------------------------------------- | ------ | -------------------------- | ------ |
| Чемпіонат Європи з боротьби серед молоді 1974 | НДР    | вільна боротьба, до 100 кг | Бронза |
| Чемпіонат світу з боротьби серед юніорів 1973 | НДР    | вільна боротьба, до 100 кг | Бронза |